# Catherine Castel
Catherine Marie Simone Tricot (Villejuif, 5 de febrer de 1949 - Alèst 19 de setembre de 2018), coneguda professionalment com a Catherine Castel, o Cathy Tricot, va ser una actriu pornogràfica francesa.

## Carrera
Era coneguda sobretot per haver aparegut en pel·lícules dirigides per Jean Rollin, al costat de la seva germana bessona Marie-Pierre Castel. Catherine ha aparegut en diverses pel·lícules de Rollin amb Marie-Pierre, inclosos els seus clàssics de vampirs La Vampire nue i Lèvres de sang i les pel·lícules eròtiques Bacchanales Sexuelles i Hard Penetrations. a aparèixer en diverses altres pel·lícules de Rollin, com ara La comtesse Ixe, Sexual Vibrations i La fiancée de Dracula (2002).
Rollin originalment volia que Castel aparegués a les seves pel·lícules anteriors Le Frisson des vampires i Requiem pour un vampire, però ella es quedar embarassada i els papers es van oferir a Marie-Pierre.

## Filmografia

### Films «clàssics»
- 1969: La Vampire nue de Jean Rollin: una serventa de Georges[3]
- 1974: Tout le monde il en a deux (o Bacchanales sexuelles) de Jean Rollin: une souris[3]
- 1975: Lèvres de sang de Jean Rollin: una vampira[3]
- 1977: René la Canne de Francis Girod: una prostituta[3]
- 2002: La Fiancée de Dracula de Jean Rollin: la sœur à la corde à sauter

### Films «classificats X»
- 1975: Phantasmes de Jean Rollin: una scout[3] · [4]
- 1974: Le Journal érotique d'un bûcheron de Jean-Marie Pallardy : una noia[3] (as un insert hardcore)[5]
- 1975: À bout de sexe de Serge Korber
- 1975: Les Dépravées du plaisir (o Le Gibier) de Bernard Launois:[3]
- 1976: Suce-moi vampire, versió « hardcore » de Lèvres de sang de Jean Rollin: una vampira[3] (rôle soft)
- 1976: Les Weekends d'un couple pervers (o Introductions) de Jean Desvilles: Patricia[3]
- 1976: La Romancière lubrique (o Douces Pénétrations) de Jean Rollin[3][4]
- 1976: La Comtesse Ixe de Jean Rollin[4]
- 1976: Amours collectives de Jean-Pierre Bouyxou: Cathy
- 1976: Apothéose porno de Jean-Marie Ghanassia i Jean-Pierre Bouyxou: Marianne, la narradora
- 1977: Cocktail porno de Alain Payet: la venedora del sex-shop
- 1977: Hard Penetration de Jean Rollin
- 1977: Vibrations sexuelles de Jean Rollin
- 1977: Désirs et perversions de Jean-Marie Ghanassia i Jean-Pierre Bouyxou: Patricia
- 1977: Couples en chaleur (ou Les Vacanciers en partouze, ressortie de 1982) de Jean Luret: une copine
- 1977: Saute-moi dessus de Jean Rollin
- 1977: Les Queutardes de Dominique Goult: Luce
- 1977: La Nuit des X (o Enfer pornographique) de Daniel Daert: la nina vivent

### Imatges d'arxiu
- 1982: Les Bachelières en chaleur : (film de muntatge d'antigues seqüències)[3]
- 1984: Les débordements vicieux de Stella de Jean Luret: (film de muntatge d'antigues seqüències)
- 1989: Impudeurs lesbiennes de Luccio Mazzeotti: (film de muntatge d'antigues seqüències)
- 2007: La Nuit des horloges de Jean Rollin (Plans extrets de La Vampire nue)[3]

### Documentals
- 1999: Eurotika ! : Vampires and Virgins: The Films of Jean Rollin, épisode de la série documental d'Andy Stark i Pete Tombs : ella mateixa (testimoniatge i imatges d'arxiu)